# Plougonvelin
Plougonvelin é uma comuna francesa na região administrativa da Bretanha, no departamento Finisterra. Estende-se por uma área de 18,68 km². Em 2010 a comuna tinha 4 283 habitantes (densidade: 229,3 hab./km²).